# Établissement de la radiodiffusion-télévision tunisienne
L'Établissement de la radiodiffusion-télévision tunisienne (arabe : مؤسسة الإذاعة والتلفزة التونسية) ou ERTT est un établissement public tunisien créé en 1990 et disparu en 2007. Il est chargé de la gestion de la radio et de la télévision nationale. Membre actif de l'Union européenne de radio-télévision, l'ERTT a été un actionnaire de la chaîne d'information Euronews.

## Histoire
La première station de radio publique du pays est créée le 15 octobre 1938 et les émissions de télévision deviennent régulières à partir du 31 mai 1966.
Créée par le décret beylical du 25 avril 1957, la Radiodiffusion-télévision tunisienne devient l'ERTT par la loi du 7 mai 1990. Le 7 novembre 2006, le président Zine el-Abidine Ben Ali annonce la scission de l'établissement en deux : l'Établissement de la radio tunisienne (مؤسسة الإذاعة التونسية) et l'Établissement de la télévision tunisienne (مؤسسة التلفزة التونسية). Cette scission devient effective le 31 août 2007.

## Activités

### Télévision
Entre 1990 et 2007, l'ERTT a géré les deux chaînes de télévision publiques :
- RTT devenue RTT1, TV7, Tunis 7 puis Tunisie 7 ;
- Canal 21 (1994-2007).

Une autre chaîne, RTT 2, est gérée par la RTT entre 1983 et 1989. La chaîne Tunis 2 (également gérée par la RTT puis par l'ERTT) diffuse ses programmes entre 1990 et 1994.

### Radios
Avant 2007, l'ERTT a géré quatre stations de radio nationales :
- Radio Tunis ;
- Radio Tunisie Culture ;
- Radio Jeunes ;
- Radio Tunis chaîne internationale (RTCI).

Il s'occupe également de cinq stations régionales :
- Sfax ;
- Monastir ;
- Gafsa ;
- Tataouine ;
- Le Kef.

La majorité des programmes sont en arabe mais certains sont en français et une part très réduite sont en anglais, allemand, italien et espagnol (exclusivement sur RTCI).